# Metropolitana di Calcutta
La metropolitana di Calcutta è la metropolitana che serve la città indiana di Calcutta.
La rete è costituita da due linee operative (linea 1 e linea 2) e tre in costruzione, con una ulteriore linea in fase di pianificazione. È stata la prima di tale forma di trasporto in India, aprendo ai servizi commerciali nel 1984.